# Itanhaém
Itanhaém es un municipio del estado de São Paulo, el segundo municipio más antiguo del Brasil, integrante da Región Metropolitana de la Baixada Santista. Su población en 2010 era de 87.053 habitantes y su superficie es de 599,017 km², de lo cual resulta una densidad demográfica de 145,33 hab/km².

## Estancia balnearia
Itanhaém es uno de los 15 municipios paulistas considerados estancias balnearias por el estado de São Paulo, por cumplir determinados requisitos definidos por la Ley Estadual. Tal estatus garantiza a estos municipios un presupuesto adicional por parte del Estado para promover el turismo regional. También, el municipio adquiere el derecho de agregar a su nombre el título de Estancia Balnearia, término por el cual pasa a ser designado oficialmente.

## Topónimo
Hay varias versiones sobre la etimología de su nombre, proveniente del tupí itá-nha'ẽ: "piedra que canta", "clamor de la piedra", "piedra que llora" o "plato de piedra".

## Fundación
El poblado a orillas del río Itanhaém habría sido fundado por João Rodrigues Castelhano y Cristóvão Gonçalves o por Martim Afonso de Souza durante los dos años que pasó en São Vicente. Nossa Senhora da Conceição de Itanhaém fue elevada a la categoría de villa en abril de 1561. En 1654 fue construido un convento de los franciscanos". Fue, durante cierto período, la sede de la antigua Capitanía de São Vicente.

## Turismo
A Cama de Anchieta es una formación rocosa excavada por el viento en la "Playa de los Sueños", que según dice la leyenda, era el sitio preferido del beato jesuita José de Anchieta, para pasar horas de descanso o mediación y encontrar inspiración para componer versos y poemas.
El sitio atrae miles de visitantes y llama la atención por su belleza natural y por la deslumbrante vista en dirección al mar, desde la costa y los morros circundantes. Para facilitar el acceso hay una pasarela construida con presupuesto donado por la Comunidad Autónoma de las Islas Canarias (España) y por el municipio de San Cristóbal de La Laguna, donde nació Anchieta.
Recientemente el equipo turístico fue escogido por los internautas, en una encuesta hecha por el diario A Tribuna, de Santos, como una de las nueve maravillas de la Región Metropolitana de la Baixada Santista.

## Geografía
Abriga parte del Área de Relevante Interés Ecológico de las islas de Ilha da Queimada Grande y Queimada Pequena, creada en 1985 y administrada por el Instituto Chico Mendes de Conservação da Biodiversidade.
Sus límites son Juquitiba y São Paulo por el norte, São Vicente y Mongaguá por el oriente; el Océano Atlántico por el suroriente; Peruíbe por el suroccidente y Pedro de Toledo por el occidente.

### Demografía
Datos del Censo - 2000
Población total: 107.995
- Urbana: 104.403
- Rural: 3.191
- Hombres: 57.011
- Mujeres: 57.189

Densidad demográfica (hab./km²): 120,80
Mortalidad infantil até 1 ano (por mil): 18,95
Expectativa de vida (anos): 69,65
Tasa de fecundidad (hijos por mujer): 2,53
Tasa de alfabetización: 91,81%
Índice de Desarrollo Humano (IDH-M): 0,779
- IDH-M Renta: 0,716
- IDH-M Longevidad: 0,744
- IDH-M Educación: 0,876

### Clima

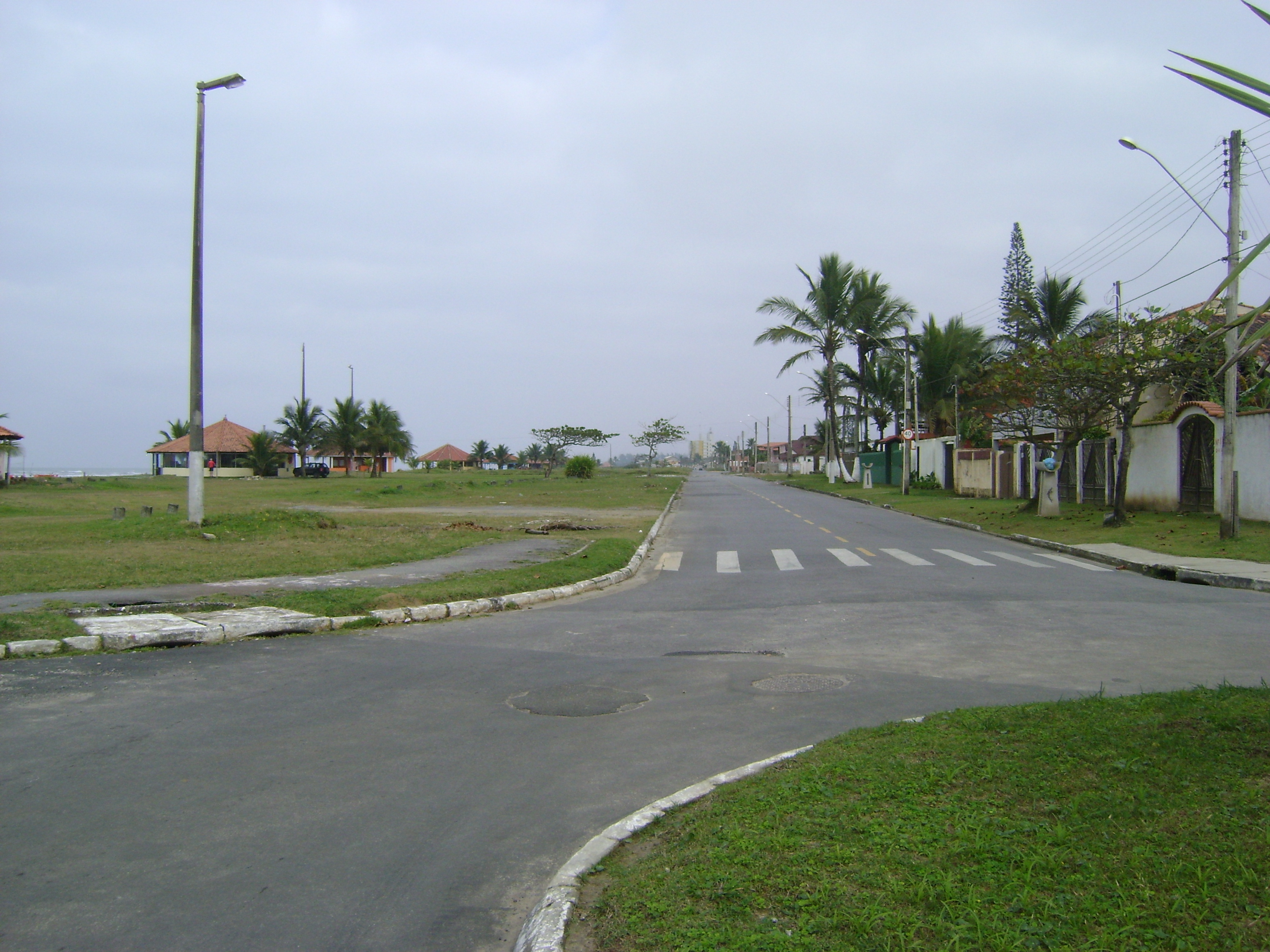
Una de las típicas rotatórias de las playas de Itanhaém en un día de invierno.

El clima de Itanhaém es subtropical húmedo, sin meses secos, con veranos calientes e inviernos suaves, siendo el mes más caliente enero, con una media de 24°C y el más frío julio, con una media de 17 °C.

### Hidrografía
- Rio Itanhaém
- Rio Preto
- Rio Aguapeú
- Rio Branco
- Océano Atlántico

### Transporte
- Aeropuerto de Itanhaém (asfaltado)

### Carreteras
- SP-55 Rodovia Padre Manuel da Nóbrega